# Dazan

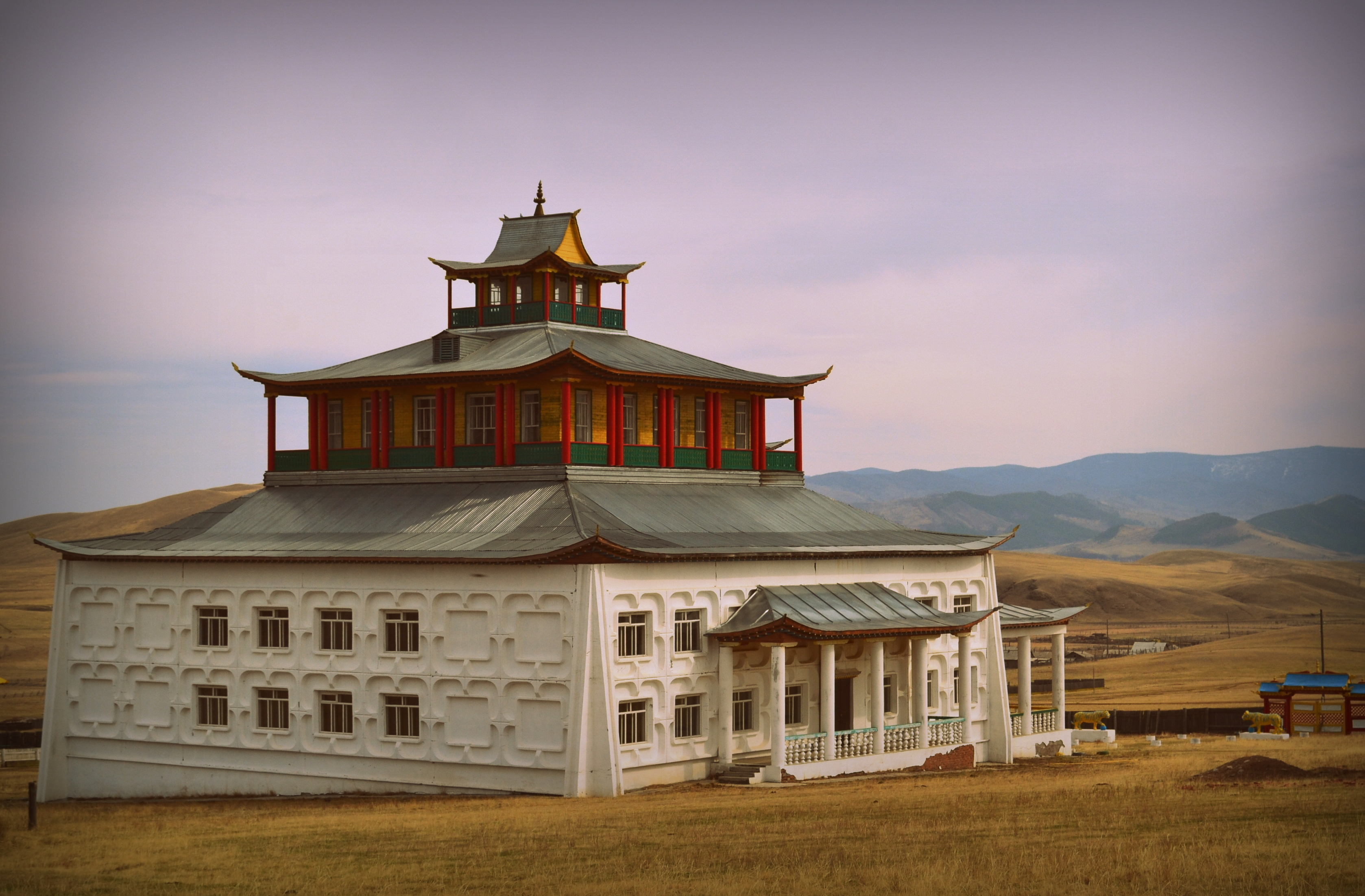
Sartul-Gegetui-Dazan

Ein Dazan (russisch und mongolisch дацан, englisch datsan, burjatisch дасан dasan) ist eine buddhistische Klosteruniversität (Kloster mit Lehrstätte) in der tibetischen Gelug-Tradition in der Mongolei, Tibet und Sibirien.

## Organisation

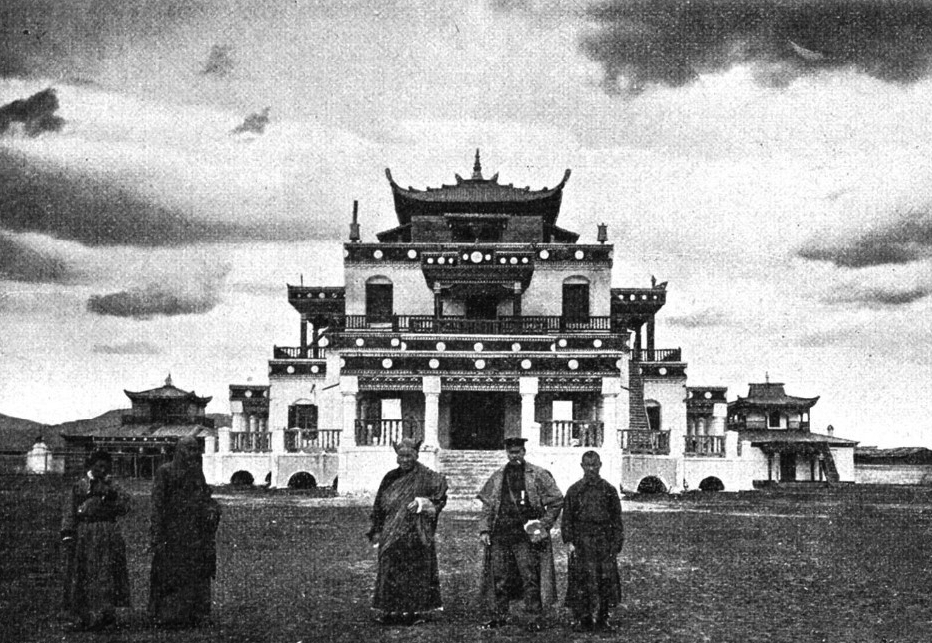
1904, Zogtschen-Dugan, Sartul-Gegetui-Dazan

Im vorrevolutionären Russland existierten Dazane nur in den burjatischen Territorien, die heute Teile der Republik Burjatien und der Region Transbaikalien sind (eine Reihe Dazane sind in den früheren 1990er Jahren wiedererrichtet oder neu eröffnet worden). Hier gab es einen Unterschied zum tibetischen Verwaltungsprinzip: In Tibet war ein erheblicher Teil der Dazane ausbildungszentrierte Teile größerer Organisationen, so der Klöster Drepung, Ganden und Sera in der Gelug-Tradition. In Russland waren Dazane nicht Teil einer umfassenderen Einrichtung, sondern relativ unabhängige Ausbildungs- und Religions-Zentren. Im burjatischen Buddhismus sind die Bezeichnungen „buddhistisches Kloster“ und „Dazan“ austauschbar, da andere Kloster-Organisationsformen, wie sie anderswo im tibetischen Buddhismus zu finden sind, nicht vorhanden waren.

## Lehrangebot
In der Regel betreibt ein Dazan zwei Fakultäten, je eine für (buddhistische) Philosophie und (tibetische) Medizin. In einigen Fällen kommt eine Fakultät für tantrische Praxis hinzu, in der die Mönche erst nach Beendigung ihrer philosophischen Ausbildung studieren können.

## Dugan
Einzelne Tempel zu Ehren spezieller Aspekte des Buddha auf dem Dazan-Gelände werden Dugan genannt. Beispielsweise kann ein Mamba-Dugan zur Verehrung des Bhaisajyaguru, des „Buddha der Heilung“, vorhanden sein.

## Dazane in der Mongolei
- Manba-Dazan (mongolisch Мамба дацан, auch Манба дацан; englisch Manba datsan, auch Mamba datsan)[1]

## Liste von Dazanen in Russland
Dazane wurden im Russischen Kaiserreich 1734 offiziell anerkannt. Mit Statut von 1853  gab es zwei anerkannte Dazane im Gouvernement Irkutsk und weitere im Gouvernement Transbaikalien. Der erste Dazan in Europa war der Gunsetschoinei-Dazan in Sankt Petersburg.
Zwischen 1927 und 1948 wurden alle 47 in Burjatien und Transbaikalien vorhandenen Dazane geschlossen oder zerstört. 1945 wurde der Iwolginski Dazan wiedereröffnet, und erheblich später nahm der Aginer Dazan seine Tätigkeit wieder auf. Die übrigen im Folgenden gelisteten Dazane wurden nicht vor 1989 wiedereröffnet.

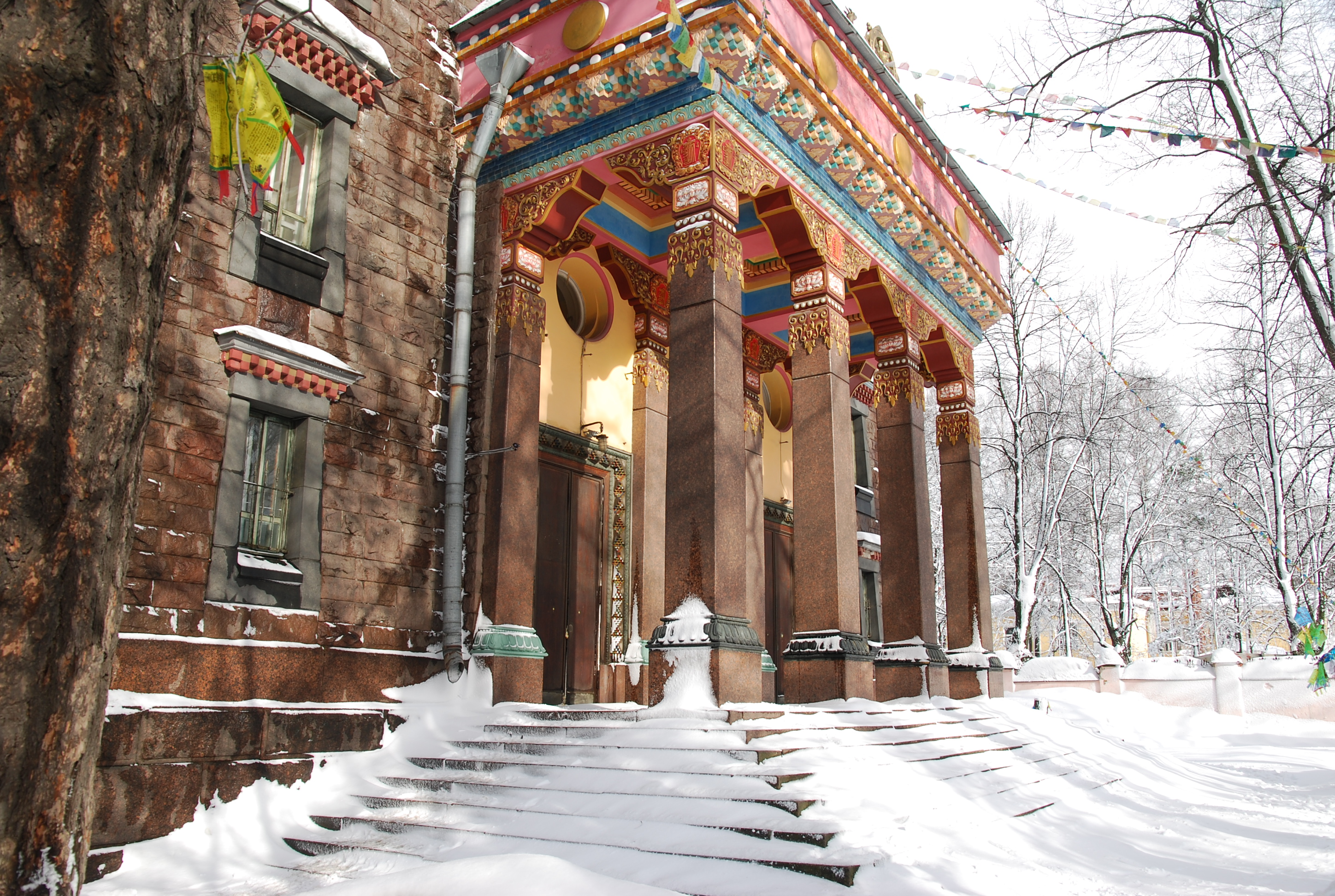
Der Gunsetschoinei-Dazan in Sankt Petersburg aus dem frühen 20. Jahrhundert

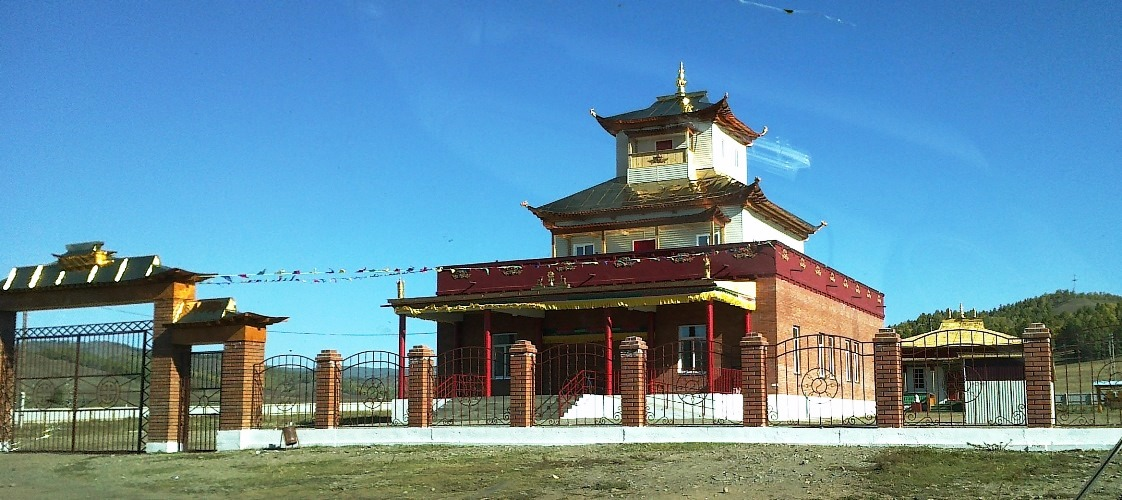
Der Tseezhe-Burgaltay Dazan. Burjatien, Russland

- Aginer Dazan (Агинский Дацан) in Aginskoje
- Aninski-Dazan (Анинский дацан) nahe Chorinsk
- Baldan-Breibun-Dazan (Дацан Балдан Брэйбун) in Murotschi (Мурочи)
- Chambyn-Chure-Dazan (Улан-Удэнский дацан (Хамбын-Хурэ)) in Ulan-Ude
- Choimorski-Dazan (Хойморский дацан) in Arschan
- Egitui-Dazan (Эгитуйский Дацан)
- Gunsetschoinei-Dazan (Дацан Гунзэчойнэй) in Sankt Petersburg
- Iwolginski Dazan (Иволгинский Дацан) in Werchnjaja Iwolga (Верхняя Иволга)
- Kischinga-Dazan (Кижингинский Дацан) in Kischinga
- Kurumkaner Dazan (Курумканский Дацан) in Kurumkan
- Kyrener Dazan (Кыренский дацан) in Kyren
- Okin-Dazan (Окинский дацан) in Orlik
- Rinpotsche-Bagscha-Dazan (Дацан "Ринпоче Багша") in Ulan-Ude
- Sanaga-Dazan (Санагинский  Дацан) in Sanaga
- Sartul-Gegetui-Dazan (Сартул-Гэгэтуйский дацан) in Gegetui (Гэгэтуй)
- Tamtschinski-Dazan (Тамчинский дацан) in Gussinoosjorsk
- Tschesaner Dazan (Чесанский дацан) in Tschesan (Чесан)
- Tseezhe-Burgaltay Dazan (Цээжэ-Бургалтайский дацан) in Ust-Burgaltay
- Tugnuiski-Dazan (Тугнуйский дацан) in Muchorschibir
- Ugdanski-Dazan (Угданский дацан) nahe Tschita
- Ust-Ordynski-Dazan (Усть-Ордынский (Абатанатский) дацан) in Ust-Ordynski
- Zugoler Dazan (Цугольский дацан) in Zugol (Цугол)